# مریم کوفی
مریم کوفی (زاده ۱۳۴۹ ولسوالی کوف‌آب ولایت بدخشان) سیاستمدار افغانستان و نماینده مردم ولایت تخار در دوره شانزدهم مجلس نمایندگان است. وی در مجلس شانزدهم نمایندگان افغانستان عضو کمیسیون امور زنان، جامعه مدنی و حقوق بشر می‌باشد.

## زندگی‌نامه
مریم کوفی زاده ۱۳۴۹ از ولسوالی کوف‌آب ولایت بدخشان می‌باشد. او تحصیلات ابتدایی خود را در لیسه (دبیرستان) انصاری به اتمام رساند و مدرک لیسانس خود را از یک دانشگاه خصوصی کسب کرد.

## دیگر فعالیت‌ها
دیگر فعالیت‌های ایشان:
- فعالیت در مؤسسات ملی و بین‌المللی.
- رئیسه اتحادیه ساختمانی و خدماتی درواز.